# 大久保龍志
大久保 龍志（おおくぼ りゅうじ、1966年1月6日 - ）は、日本中央競馬会 (JRA) ・栗東トレーニングセンターに所属する調教師。京都産業大学卒。

## 来歴
父はナリタブライアンなどを管理した大久保正陽、祖父はフレーモアに騎乗して第3回東京優駿（日本ダービー）に優勝した大久保亀治、その他の親戚もみな競馬関係者という一族に生まれる。10代前半のころは騎手を目指していたが、身長が急速に伸びたことにより断念。栗東高等学校を経て京都産業大学に進んだ。大学では馬術部に所属。卒業後、競馬学校厩務員課程に進み、その修了後は父・正陽の下で厩務員となった。その後厩務員から調教助手になる。
2001年に調教師免許を取得。曾祖父の福松から数えて父子4代での調教師となった。翌2002年12月21日、栗東トレーニングセンターに大久保龍志厩舎を開業。36歳という若年であった。またこの間、日本中央競馬会の広報誌『優駿』において、「新人トレーナー・大久保龍志『初勝利への道』」と題した連載が行われており、調教師活動開始以前から一般ファンにも比較的よく知られた存在であった。
翌2003年1月に初出走を迎え、2月23日に初勝利。2006年にナイキアースワークでユニコーンステークスに優勝し、重賞競走を初制覇。その3か月後にはマンオブパーサーでダービーグランプリに優勝し、GI競走初制覇となった。翌2007年にはアサクサキングスで菊花賞に優勝し、クラシック競走初優勝も果たしている。
兄・雅念、弟・裕章は調教助手で、2019年に弟の息子である大久保友雅が競馬学校騎手課程に38期生として入学。2022年度の騎手免許試験に合格し、同年3月に騎手デビューした。
2020年7月12日、阪神競馬に出走した管理馬から規制薬物の鎮痛剤ジクロフェナクが検出、過怠金30万円の処分処分が下された。しかし、その後の調査で他馬に投与されていた薬物との因果関係が否定できないことが判明。2021年3月になり処分の取り消しが行われた。
2021年2月20日、阪神6Rをゴールドハイアーで勝利し、JRA通算500勝を達成した。同年9月12日、ディープボンドでフランスG2フォワ賞に出走し、海外重賞初勝利を挙げた。
2024年5月18日、京都9Rのメルボルントロフィーでスマートワイスが勝利し、現役17人目となるJRA通算600勝を5521戦目で達成した。なおスマートワイスはスマートレイアーの子という厩舎ゆかりの血統である。

## 調教師成績
|            | 日付           | 競馬場・開催  | 競走名      | 馬名               | 頭数 | 人気 | 着順 |
| ---------- | -------------- | ------------- | ----------- | ------------------ | ---- | ---- | ---- |
| 初出走     | 2003年1月11日  | 1回京都3日4R  | 3歳新馬     | ベレノス           | 15頭 | 9    | 13着 |
| 初勝利     | 2003年2月23日  | 2回京都8日2R  | 3歳未勝利   | ベレノス           | 15頭 | 3    | 1着  |
| 重賞初出走 | 2003年3月29日  | 2回阪神1日11R | 毎日杯      | エクスアタック     | 13頭 | 10   | 13着 |
| 重賞初勝利 | 2006年6月3日   | 3回東京5日11R | ユニコーンS | ナイキアースワーク | 16頭 | 4    | 1着  |
| GI初出走   | 2006年12月10日 | 5回中山4日11R | 朝日杯FS    | ジャングルテクノ   | 15頭 | 10   | 9着  |
| GI初勝利   | 2007年10月21日 | 4回京都7日11R | 菊花賞      | アサクサキングス   | 18頭 | 4    | 1着  |

## 主な管理馬

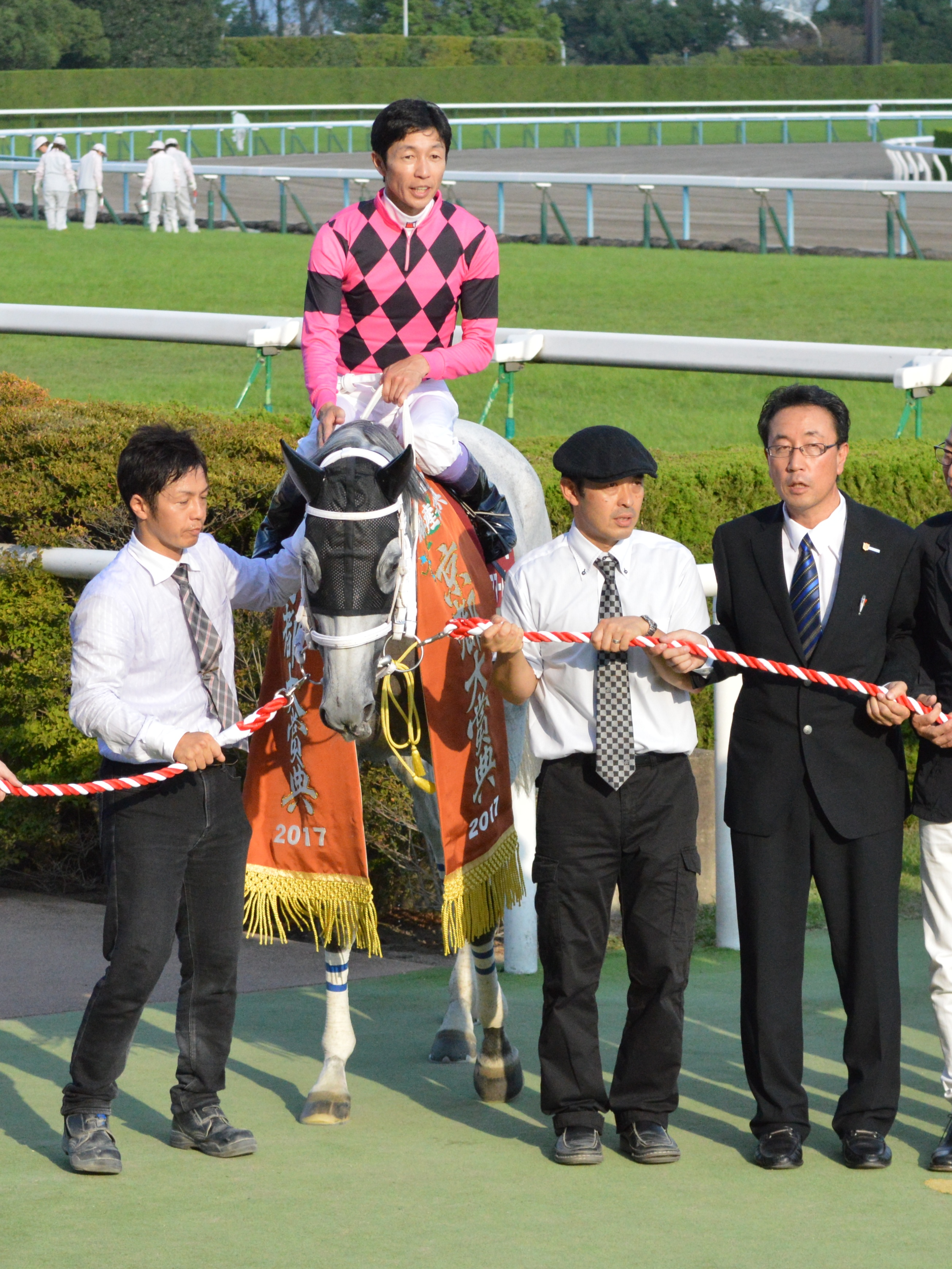
スマートレイアーの口取り式にて
（2017年京都大賞典）

※括弧内は当該馬の優勝重賞競走、太字はGI級競走。
- ナイキアースワーク（2006年ユニコーンステークス）※2007年に川島正行厩舎に移籍。
- マンオブパーサー（2006年ダービーグランプリ）
- アサクサキングス（2007年きさらぎ賞、菊花賞、2009年京都記念、阪神大賞典）
- ヒラボクロイヤル（2007年青葉賞）
- ヒラボクキング（2012年平安ステークス）
- ダノンシャーク（2013年京都金杯、富士ステークス、2014年マイルチャンピオンシップ）
- スマートレイアー（2014年阪神牝馬ステークス、2016年東京新聞杯、阪神牝馬ステークス、2017年京都大賞典）
- ウインプリメーラ（2016年京都金杯）
- サンデーウィザード （2017年新潟大賞典）
- チュウワウィザード （2018年名古屋グランプリ、2019年ダイオライト記念、平安ステークス、JBCクラシック、2020年川崎記念、チャンピオンズカップ、2022年川崎記念）
- ヒラボクラターシュ （2019年佐賀記念）
- ディライトフル （2019年京都ジャンプステークス）
- ディープボンド（2020年京都新聞杯、2021年阪神大賞典、フォワ賞、2022年阪神大賞典）
- ショックアクション（2020年新潟2歳ステークス）
- ブリッツファング（2022年兵庫チャンピオンシップ）
- グロリアムンディ（2023年ダイオライト記念、平安ステークス）[7]
- エイシンワンド（2024年小倉2歳ステークス）
- アウトレンジ（2024年浦和記念、2025年平安ステークス）
- エイシンディード（2025年函館2歳ステークス）

## 厩舎スタッフ
- 寺島良（2006年 - 2013年 厩務員、調教助手）
- 荻野琢真（所属騎手）